# 紫の聖戦
『紫の聖戦』（原題:The Battle Rages On...）は、ディープ・パープルが1993年に発表した通算13作目、再結成後としては4作目のスタジオ・アルバム。第2期及び第5期のボーカリストであるイアン・ギランが復帰して製作されたアルバムである。

## 解説
1989年、ディープ・パープルはギランを解雇して元レインボーのジョー・リン・ターナーを迎え、第6期のアルバム『スレイヴス・アンド・マスターズ』を発表した。そしてツアーの終了後、結成25周年に発表されることになる新作の製作に取り掛かった。しかしリッチー・ブラックモア以外のメンバーとターナーとの間で、音楽性の違いや不仲が表面化。ターナーは制作終了を待たずに1992年脱退した。
ブラックモアはターナーの後任として、アメリカのHR/HMバンドであるライオットのヴォーカリストだったマイク・ディメオを推していた。しかしマネージメントの「結成25周年記念は第2期のメンバーで」という意向や、他のメンバーが望んでいたこともあり、ブラックモアの強い反対にも拘らずギランが復帰した。
新作に収録される予定だった曲は、ターナーの在籍中に殆ど完成していた。しかしギランと3人のメンバーが、ブラックモアに無断でボーカル・トラック及び歌メロのアレンジを録り直した。
本作は第7期の第一弾アルバムとして、結成25周年にあたる1993年の7月に発表された。

## 収録曲
| #   | タイトル                                                 | 作詞・作曲                                                              | 時間 |
| --- | -------------------------------------------------------- | ----------------------------------------------------------------------- | ---- |
| 1.  | 「紫の聖戦 The Battle Rages On」                         | リッチー・ブラックモア、イアン・ギラン、 ジョン・ロード、イアン・ペイス | 5:56 |
| 2.  | 「リック・イット・アップ Lick It Up」                    |                                                                         | 3:59 |
| 3.  | 「アンヤ Anya」                                          | ブラックモア、ギラン、ロジャー・グローヴァー、ロード                    | 6:32 |
| 4.  | 「トーク・アバウト・ラヴ Talk About Love」               |                                                                         | 4:11 |
| 5.  | 「タイム・トゥ・キル Time to Kill」                      |                                                                         | 5:49 |
| 6.  | 「ラムシャックル・マン Ramshackle Man」                  |                                                                         | 5:34 |
| 7.  | 「ア・トゥイスト・イン・ザ・テイル A Twist in the Tale」 |                                                                         | 4:17 |
| 8.  | 「ナスティ・ピース・オブ・ワーク Nasty Piece of Work」   | ブラックモア、ギラン、グローヴァー、ロード                              | 4:43 |
| 9.  | 「ソリテアー Solitaire」                                 |                                                                         | 4:42 |
| 10. | 「ワン・マンズ・ミート One Man's Meat」                  |                                                                         | 4:38 |

## 参加ミュージシャン
- イアン・ギラン - ボーカル
- リッチー・ブラックモア - ギター
- ジョン・ロード - キーボード
- ロジャー・グローヴァー - ベース
- イアン・ペイス - ドラムス

## チャート動向
| 年   | チャート                     | 最高位 |
| ---- | ---------------------------- | ------ |
| 1993 | オリコン週間アルバムチャート | 5      |
| 1993 | スイスアルバムチャート       | 7      |
| 1993 | スウェーデンアルバムチャート | 8      |
| 1993 | ノルウェーアルバムチャート   | 9      |
| 1993 | オーストリアアルバムチャート | 9      |
| 1993 | ドイツアルバムチャート       | 13     |
| 1993 | 全英アルバムチャート         | 21     |
| 1993 | GfKオランダチャート          | 39     |
| 1993 | Billboard 200 (USA)          | 192    |

| 年   | シングル                       | チャート                                           | 最高位 |
| ---- | ------------------------------ | -------------------------------------------------- | ------ |
| 1993 | 紫の聖戦 "The Battle Rages On" | Billboard メインストリーム・ロック・チャート (USA) | 22     |

## その後
1993年7月に本作が発表された後、同年9月下旬から結成25周年記念ツアーが始まった。コンサートでは定番曲や本作の収録曲のほか、第2期の異色作「誰かの娘」も披露された。
しかしギランの復帰にあくまでも反対していたブラックモアは、ツアー途中の11月17日、ヨーロッパ・ツアーの最終日に当たるヘルシンキ公演の後に突然脱退した。日本公演を2週間後に控えてのことだった。
翌1994年、シュトゥットガルト公演とバーミンガム公演を収録した『ライヴ・紫の閃光』が発表された。